# Berättarfestivalen i Skellefteå
Berättarfestivalen i Skellefteå är en årlig festivalvecka som genomförs sedan 2009. Festivalen är ett samverkansprojekt mellan olika aktörer som vill ta vara på den starka berättartraditionen i regionen och utveckla berättandets roll i det som kallas Berättarnas stad Skellefteå och Västerbotten. 
Initiativtagare och huvudarrangörer till festivalen är Kultur Skellefteå, Skellefteå museum och Västerbottensteatern. Därefter har även Västerbottens museum kommit in som medarrangör. Huvudfinansiärer för festivalen är idag (2017) Skellefteå kommun och Region Västerbotten. Festivalen har initialt också fått stöd av Kulturrådet, Framtidens kultur och Västerbottens läns landsting. Under vissa år har även indirekt stöd tillförts genom samverkan med olika kulturprojekt finansierade av EU. En stor resurs i festivalgenomförandet är huvudaktörernas egna personella och andra resurser.
De fyra huvudaktörerna står som arrangörer för många av programpunkterna, men här finns också många andra lokala aktörer som arrangerar program: studieförbund, föreningar, skolor, caféer, folkhögskolor, bokhandel, bibliotek med flera.

## Program
Berättarfestivalens program innehåller berättande i olika former: berättarcaféer, berättarteater, musik, barnaktiviteter, seminarier, workshops, författarmöten med mera. Festivalaktiviteter genomförs i hela Skellefteå kommun, både på de stora centrala scenerna och i mindre sammanhang som i byagårdar, föreningshus etc. 
Antalet besök under veckan är ungefär 8 000-9 500 och antalet programpunkter vanligtvis 100-130. 